# Хана Йоханзен
Хана Йоханзен (на немски: Hanna Johansen) с рождено име Хана Маргарете Майер е швейцарска писателка и преводачка, авторка на романи, разкази, стихотворения и книги за деца.

## Биография и творчество
Хана Йоханзен е родена през 1939 г. в северния ханзейски град Бремен. Завършва гимназия и следва класическа филология, германистика и педагогика в Марбург и Гьотинген.
От 1967 до 1969 г. пребивава в американския град Итака в щата Ню Йорк.
През 1967 г. се жени за писателя Адолф Мушг и през 1972 г. отива с него в Килхберг край Цюрих, където остава да живее и след раздялата им.
Хана Йоханзен започва литературната си дейност с преводи на съвременни американски авангардни автори и самата започва да публикува истории за деца.
Писателката е член на швейцарския ПЕН клуб и член-кореспондент на Немската академия за език и литература в Дармщат.

## Награди и отличия
- 1980: Ehrengabe des Kantons Zürich
- 1986: „Награда Мари Луизе Кашниц“
- 1987: „Награда Конрад Фердинанд Майер“
- 1990: Schweizerischer Jugendbuchpreis
- 1991: Kinderbuchpreis des Landes Nordrhein-Westfalen
- 1993: „Австрийска награда за детско-юношеска книга“
- 1993: Литературна награда на провинция Каринтия към „Награда Ингеборг Бахман“
- 1993: „Вецларска награда за фантастика“ für Über den Himmel
- 2003: „Литературна награда на Золотурн“
- 2007: Anerkennungsgabe der Stadt Zürich
- 2015: „Швейцарски литературни награди“ für Der Herbst, in dem ich Klavier spielen lernte